# Pelmatozoa
Pelmatozoaires
Sous-embranchement
Les Pelmatozoa (en français, Pelmatozoaires) sont un sous-embranchement d'échinodermes sessiles. La validité de ce taxon est débattue, certaines bases de données taxinomiques lui préférant les Crinozoa.

## Description
Elle comprend les échinodermes à symétrie radiale, à corps en forme de coupe et possédant des appendices pour se nourrir sortant de la coupe. La plupart sont fixés sur les fonds-marins : ils forment la classe des crinoïdes ; les espèces vagiles sont généralement appelées comatules.
Ce clade est remis en question par les phylogénies les plus récentes, et n'est pas reconnu par le World Register of Marine Species ni ITIS (25 novembre 2013).

## Liste des classes et sous-classes
Selon NCBI (22 sept. 2010), cette super-classe ne compte qu'une seule classe, Crinoidea, qui ne contient elle-même qu'une seule sous-classe, les Articulata.
Dans le registre fossile, on y place aussi parfois les Blastoidea (plus souvent classés dans une super-classe à part, les Blastozoa).

## Galerie

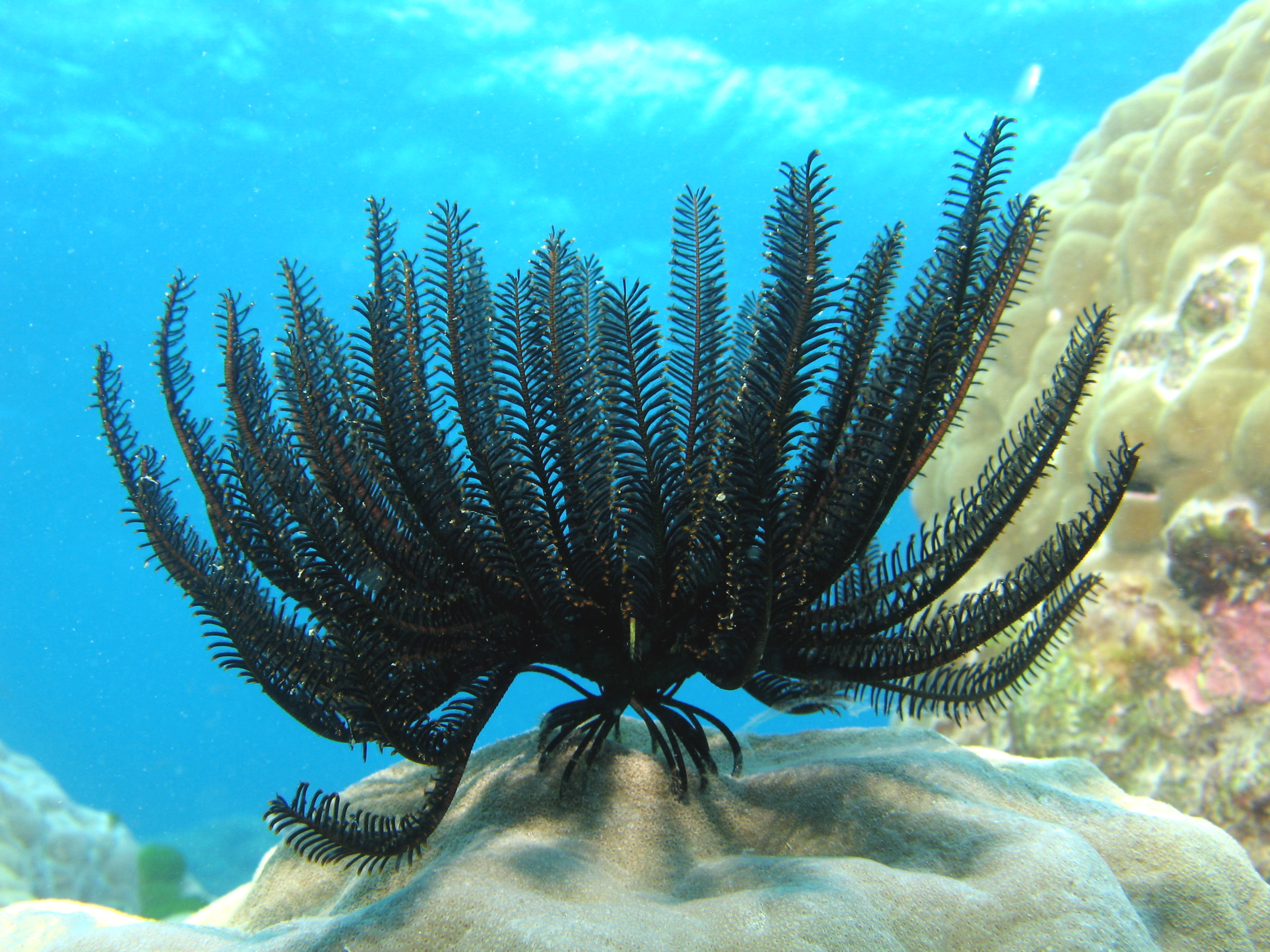
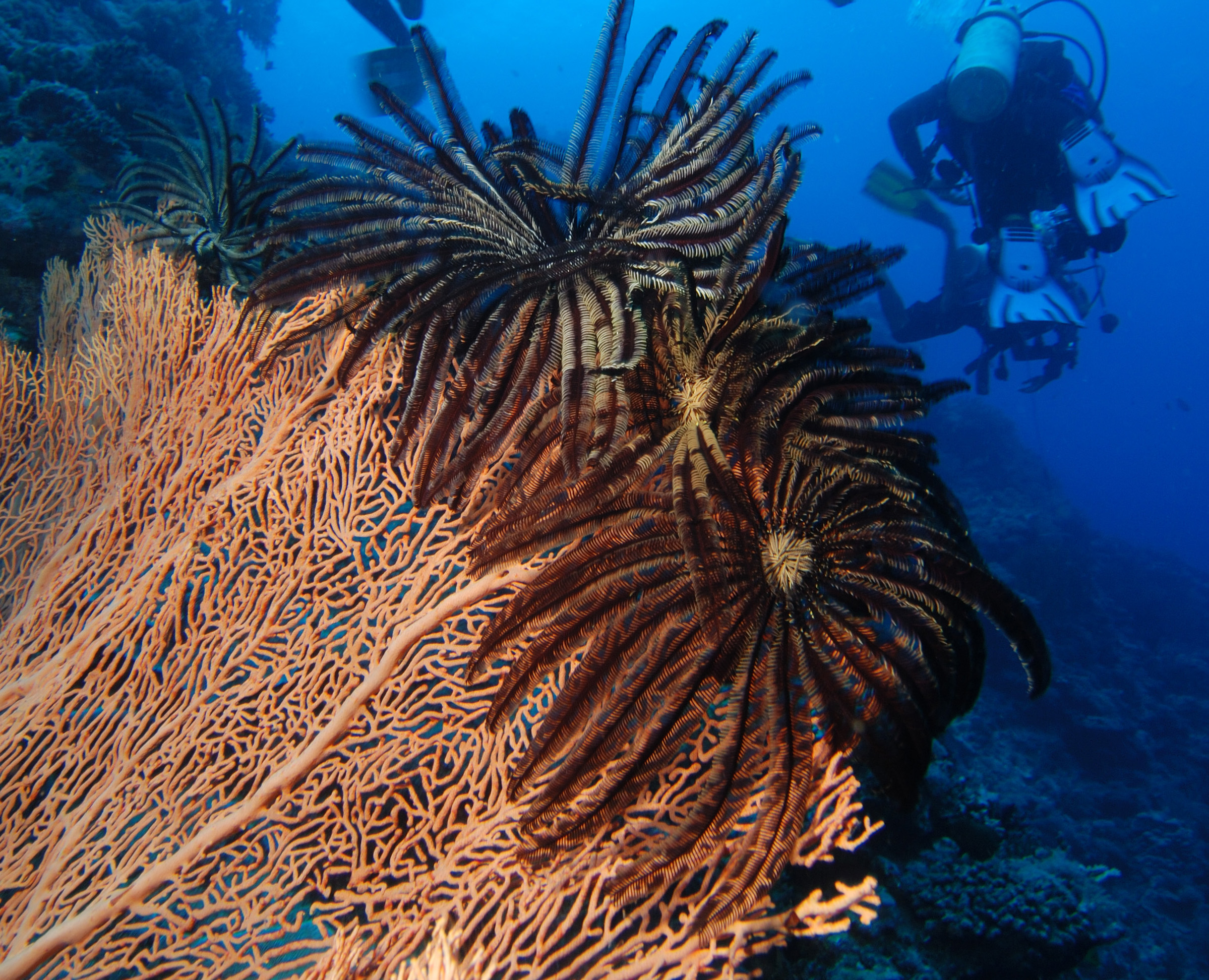
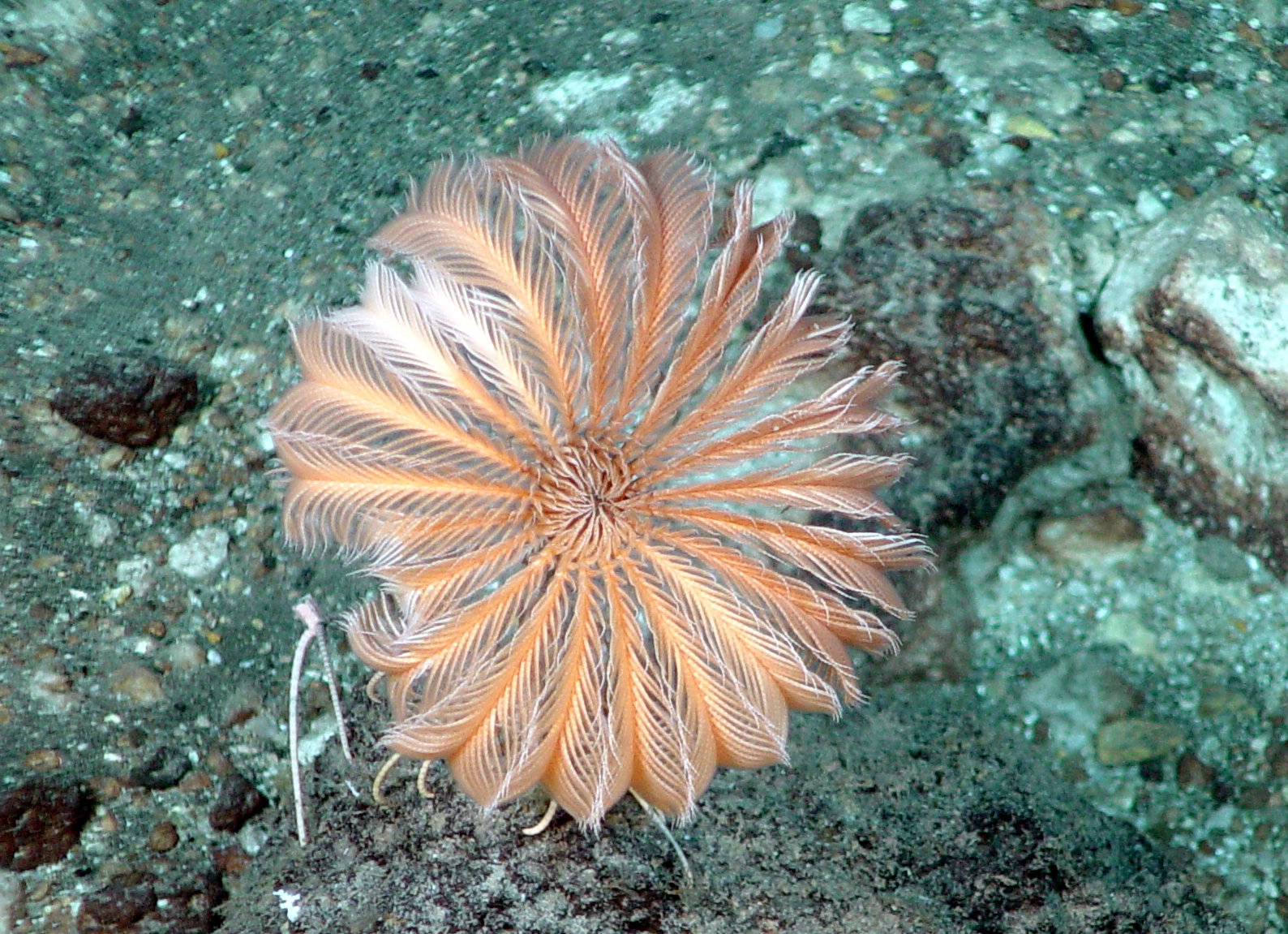
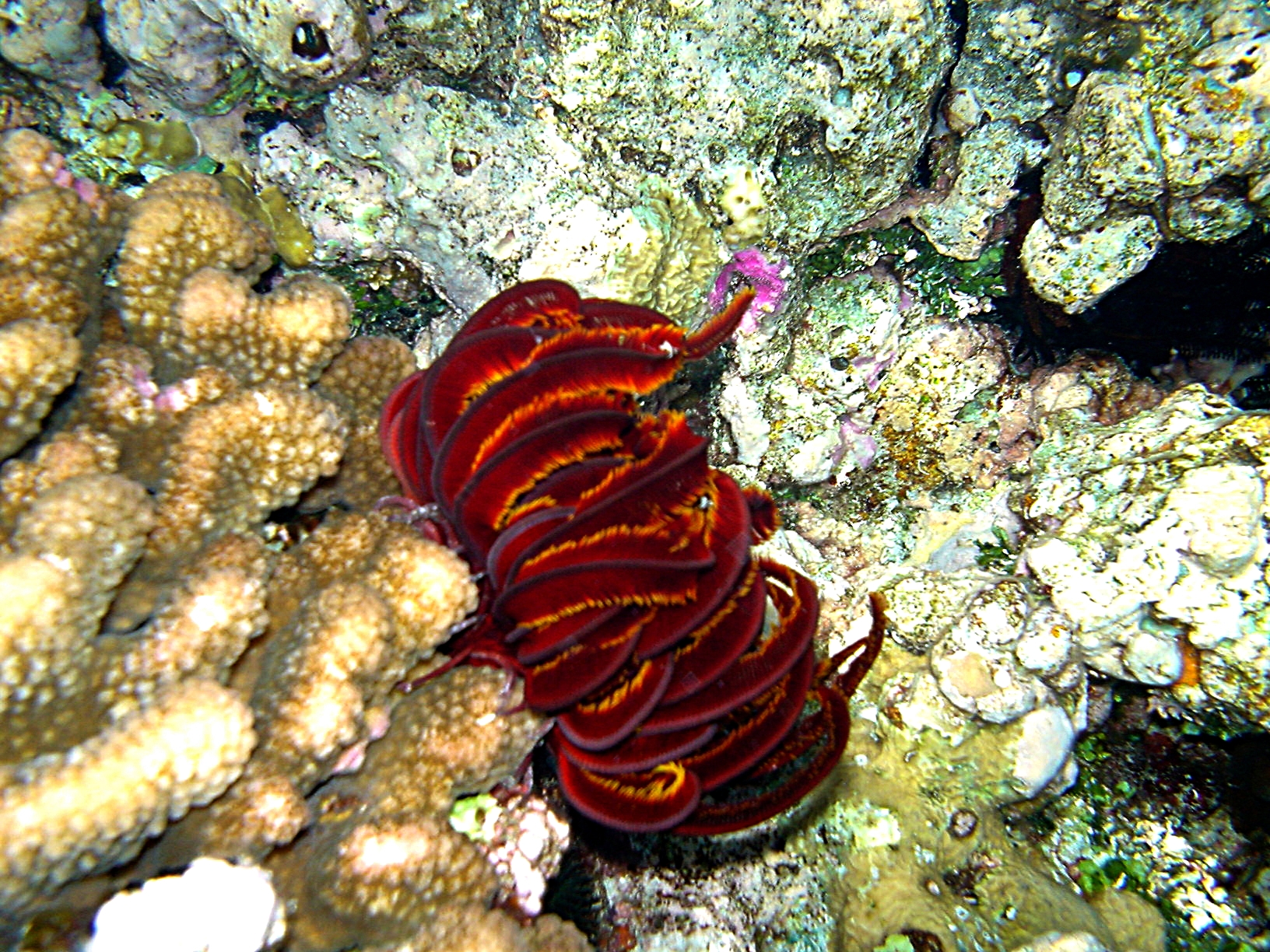